# Historia del Estrella Roja de Belgrado
La historia del Fudbalski Klub Crvena Zvezda, conocido comúnmente y en castellano como Estrella Roja de Belgrado o, simplemente, Estrella Roja, comienza como parte de la Sociedad Deportiva Estrella Roja y su fundación en 1945. El club es el más exitoso en Serbia, con un récord de 25 campeonatos nacionales y 24 copas nacionales. El Estrella Roja también fue el club más exitoso en la antigua Yugoslavia y terminó como en primera posición de la clasificación histórica de la Primera División Yugoslava. Es, además, el único equipo serbio (y ex-yugoslavo) que ha ganado la Liga de Campeones de la UEFA, título que logró en 1991, y el único equipo de los Balcanes y Europa del Este que han ganado la Copa Intercontinental, también en 1991.

## Fundación y primer título (1945-1951)
En febrero de 1945, durante la Segunda Guerra Mundial, los miembros de la comunidad Liga Juvenil Antifascista de Serbia Unida decidieron formar una Sociedad de Jóvenes de la Cultura Física, que se convertiría en el Estrella Roja de Belgrado el 4 de marzo de ese mismo año. Al final de la Segunda Guerra Mundial, varios clubes anteriores a la guerra fueron disueltos debido a que habían jugado partidos durante el conflicto y fueron tachados de colaboradores por las autoridades comunistas del mariscal Tito.
Dos de estos clubes de Belgrado fueron el SK Jugoslavija y el BSK Belgrado. El Estrella Roja se formó a partir de los restos del Jugoslavija y tomó el estadio Jugoslavija, las oficinas, los jugadores, e incluso sus colores rojo y blanco. El nombre de Estrella Roja fue asignado al club después de una larga discusión, y los vicepresidentes primeros de la Sociedad de Deportes, Zoran Žujović y Slobodan Ćosić, fueron quienes adoptaron los colores. El Estrella Roja jugó su primer partido de fútbol en la historia del club contra del Primer Batallón de la Segunda Brigada de KNOJ (Cuerpo de Defensa Popular de Yugoslavia) y ganó 3-0. Cinco días más tarde, la sección de fútbol se formó oficialmente, dirigido por Kosta Tomašević y Predrag Đajić.
En la temporada de posguerra de 1946, el Estrella Roja ganó el Campeonato de Serbia y por lo tanto fue ascendido a la Primera Liga Yugoslava. En las primeras temporadas, el club logró el tercer lugar y dos subcampeonatos. Sin embargo, en el período de 1948 a 1950, el club logró el triunfo en sendas Copas de Yugoslavia, ganando las finales contra sus grandes rivales de la ciudad, el Partizan, el Naša Krila de Zemun y el Dinamo Zagreb.
El primer campeonato de liga del Estrella Roja lo ganó de manera espectacular. Tres jornadas antes del final, el Dinamo Zagreb contaba con cinco puntos de ventaja (en ese momento con dos puntos por victoria). Sin embargo, el equipo de Zagreb fue derrotado por un equipo de Sarajevo, y el Estrella Roja venció al Dinamo en un duelo por el campeonato y llegó a la última jornada con una diferencia de un solo punto. El partido entre el BSK Belgrado y el Dinamo terminó en un empate 2-2, y el campeonato se decidió un día después, el 4 de noviembre, en un partido con el Partizan. El eterno rival del Estrella Roja había ganado el derbi anterior en forma muy convincente a principios de la temporada (6-1), pero esta vez, el Estrella Roja ganó con el 2-0 que hacía falta y se convirtió en el campeón nacional de Yugoslavia por primera vez.

## La primera era de dominio (1952-1958)
El Estrella Roja también ganó el campeonato en 1953, sin embargo, los cambios reales seguirían en la mitad de la década, cuando se formó una estructura estable en el club con Dušan Blagojević como presidente, Slobodan Cosic como secretario general y Aca Obradović, famoso por su apodo de Doctor O, en calidad de director técnico del club. Juntos guiaron el camino para una generación que dominaría totalmente el fútbol yugoslavo y europeo en los próximos cinco años.
Era un equipo de jugadores como Vladimir Beara, Vladimir Durković, Branko Stanković, Vladica Popović, Rajko Mitić, Bora Kostić y Dragoslav Šekularac. El equipo rojiblanco ganó cuatro campeonatos de Yugoslavia y dos Copas, conquistando todos los trofeos de Yugoslava durante cinco temporadas consecutivas. El juego del Estrella Roja fue rápido y ofensivo, ganando popularidad tanto en el país como en el mundo.
A medida que fueron ganando partidos en el terreno de juego, Obradović formó un trabajo profesional que más tarde serviría como la base de numerosos éxitos conseguidos por el club. En 1956, el Estrella Roja ganó el campeonato y alcanzó la semifinal de la Copa de Europa 1956-57, donde jugaron frente a la Fiorentina. Bora Kostić, el delantero del Estrella Roja, había anotado cinco goles en los cuatro partidos de la Copa de Europa hasta el momento. A pesar de la capacidad realizadora de Kostić, el Estrella Roja no pudo anotar ningún gol y los italianos alcanzaron la final. Como campeones de Yugoslavia, el Estrella Roja participó en la Copa de Europa 1957-58, donde fueron eliminados 5-4 en el global por los campeones ingleses del Manchester United en los cuartos de final. El equipo dirigido por Matt Busby venció 2-1 al Estrella Roja el partido de ida en Old Trafford antes de conseguir un empate a tres goles en Yugoslavia en el partido de vuelta el 5 de febrero en el Estadio del Ejército Popular Yugoslavo. Este partido de vuelta pasó a la historia del fútbol mundial por ser el último partido jugado por los famosos "Busby Babes". En el vuelo de regreso a Inglaterra al día siguiente, el avión se estrelló en Múnich, Alemania Occidental, dando como resultado la muerte de 23 personas, entre ellas ocho jugadores del Manchester United. En 1958, el Estrella Roja también ganó su primer título europeo, la Copa Mitropa, que había jugado durante el verano, en la pausa entre las estaciones del año. El torneo fue ganado sin perder un solo partido.

## Crisis y nuevo estadio (1958-1966)
El final de la década de 1950 fue el primer periodo de dominio de un club en la escena yugoslava de fútbol, pero a principios de la siguiente década fue el Partizan quien instauró una incontestable dictadura deportiva coronada con el subcampeonato en la Copa de Europa en 1966. En las siguientes siete temporadas, el Estrella Roja solo logró un campeonato de liga y una copa. Sus resultados durante estas temporadas fueron los peores en su historia (incluyendo un séptimo puesto final en 1963). El Estrella Roja nunca había bajado del tercer puesto en 54 temporadas de fútbol en la República Federal Socialista, República Federal de Yugoslavia, Serbia y Montenegro y Serbia. Incluso entonces, estaba claro que el Estrella Roja era el club más popular del país por el momento, y sus derrotas provocaban la ira de sus aficionados. En la temporada 1963, el club solo logró anotar 21 goles, lo que fue, por ejemplo, la mitad de los goles a favor que anotó la Vojvodina, a pesar de que terminó cinco lugares más abajo en la tabla.
Sin embargo, el Estrella Roja logró buenos resultados en la escena internacional. En la Copa de Ferias 1961-62 eliminó al RCD Español en los cuartos de final y en semifinales fue eliminado por el FC Barcelona. Solo ocho meses después, el club catalán fue derrotado por el Estrella Roja en la misma competición, pero fue eliminado por el AS Roma en cuartos de final por 3-2 en el global.
Junto a los éxitos internacionales, el Estrella Roja comenzó la construcción de un nuevo estadio en Belgrado a finales de 1959. En los cuatro años siguientes, el Estrella Roja jugó en el estadio de sus rivales del Partizan y en el estadio del OFK Belgrado, periodo que coincidió con los peores resultados del club. El nuevo estadio fue inaugurado en 1963 en un partido contra el NK Rijeka. Con el paso del tiempo, el estadio comenzó a ser refirido, cada vez con más insistencia y popularidad, por el apodo no oficial de "Marakana" por el famoso Maracaná de Brasil. El estadio obtuvo una reputación de terreno muy difícil para los equipos visitantes. Durante la primera temporada de existencia del estadio, el Estrella Roja consiguió un doblete bajo la dirección deportiva de Milorad Pavić. Un momento clave se produjo en 1966, cuando Miljan Miljanić se convirtió en el entrenador del club. Durante los siguientes ocho años, Miljanić transformado al Estrella Roja en un club respetado en Europa. Hasta entonces, el fútbol yugoslavo había pasado por una fase de pruebas de introducción y continuó el dominio del Estrella Roja y el Partizan. En 1968, el Estrella Roja ganó su segundo trofeo de la Copa Mitropa y después de ganar el título decidió retirarse de esta competición con el fin de centrarse en otras competiciones europeas.

## Era de Miljanić (1966–1975)
Miljan Miljanić vistió la camiseta del Estrella Roja en la década de 1950, pero fue durante su mandato como primer entrenador en el verano de 1966 cuando alcanzó la fama. En la primera temporada cambió por completo la alineación de los jugadores y el club terminó quinto en la tabla, la misma posición que en el año anterior. Posteriormente, la generación liderada por Dragan Džajić, uno de los mejores futbolistas del fútbol serbio, comenzó a dejar una profunda huella en el fútbol yugoslavo. Era la primera vez que el Estrella Roja ganó tres campeonatos de liga consecutivos, así como dos dobletes, liderando a un grupo de jóvenes entre los que destacaban Ratomir Dujković, Milovan Đorić, Kiril Dojčinovski, Stanislav Karasi, Jovan Aćimović, Lazarević, Petar Krivokuća, Stevan Ostojić y Klenkovski, todos ellos formados en las secciones juveniles del club crveno-beli.
En ese momento el Estrella Roja era un club prestigioso en el fútbol europeo. El equipo se centró en la Copa de Yugoslavia en 1971, ya que en liga solo había podido alcanzar el sexto lugar, y venció en la final al Sloboda Tuzla. Junto a la victoria en Copa, el Estrella Roja también llegó a las semifinales de la Copa de Europa 1970-71, donde fueron eliminados por el Panathinaikos griego dirigido por Férenc Puskás. En el primer partido, el Estrella Roja venció a los griegos 4-1 ante 100.000 espectadores en Belgrado y parecía estar en una posición inexpugnable de cara a la final, hasta que cayó por 3-0 en el Apostolos Nikolaidis de Atenas y perdió todas sus opciones. Miljanić ganó otra Copa de Yugoslavia con el equipo en 1973 y descubrió algunos nuevos y jóvenes jugadores como Vladimir Petrović, Ognjen Petrović, Vladislav Bogićević, Zoran Filipović, Janković y Mihalj Keri. 
Durante los ocho años de liderazgo de Miljanić, el club fue el más goleador en Yugoslavia en siete ocasiones (en 1972 el Velež anotó un gol más), y en las dos últimas temporadas el Estrella Roja ganó sus títulos de liga por 12 y 18 puntos de ventaja, respectivamente, sobre sus inmediatos perseguidores en la tabla. En la Copa de Europa 1973-74, el Estrella Roja eliminó al Liverpool, el vigente campeón. Al derrotar al Liverpool el Estrella Roja se convirtió en el segundo equipo extranjero que vencía al Liverpool en Anfield Road (después del Ferencváros en la Copa de Ferias 1967-68) y el único equipo en derrotar al Liverpool en casa en la Copa de Europa en todo el siglo XX. Sin embargo, el Estrella Roja perdió en la siguiente ronda de cuartos de final de partido contra el Atlético de Madrid 0-2 en el global, ya sin Miljanić como entrenador.
La temporada siguiente, en la Recopa de Europa de 1975, el Estrella Roja se enfrentó al Real Madrid. El partido fue declarado como el partido Džajić contra Camacho por la prensa, debido a que Dragan Džajić era el mejor extremo izquierdo del mundo en ese momento y Camacho uno de los mejores defensores. En el partido de ida, el Estrella Roja viajó al estadio Santiago Bernabéu donde esperaba Miljan Miljanić, ahora entrenador del Real, y 125.000 espectadores que vieron como los blancos vencieron 2-0. En Belgrado, el Estrella Roja logró nivelar el marcador en el global ante 100.000 espectadores gracias a los goles de Džajić y Petrović. El Estrella Roja, finalmente ganó por 6-5 en los penaltis y logró por primera vez alcanzar las semifinales de la Copa de Europa. Allí, el equipo jugó contra el Ferencváros de Budapest. El Estrella Roja perdió al Ferencváros por un marcador de 2-1 y el partido de vuelta siempre será recordado como el partido con la mayor afluencia de aficionados en el estadio Estrella Roja. A pesar de que fueron vendidos 96.070 entradas, se estima que cerca de 110.000 personas estuvieron presentes. Un penalti convertido a los 83 minutos puso el marcador 2-2 y el Ferencváros se clasificó para la final.

## Dominio nacional y primera final europea (1976–1986)
Las siguientes dos temporadas después de la marcha de Miljanić fueron menos exitosas para el Estrella Roja. No fue antes de la llegada de Gojko Zec en 1976 que el club logró la estabilidad. Se trataba de una introducción en la era de Branko Stanković, cuyo periodo como entrenador en jefe iba a durar cuatro años y llevó al Estrella Roja a ganar tres ligas y la primera gran final europea. Después de que Dragan Džajić hubiese fichado por el Bastia, el equipo fue dirigido por Vladimir Petrović "Pižon", Dušan Savić "Dule" y Srboljub Stamenković, las nuevas estrellas del equipo.
La primera temporada con Gojko Zec a la cabeza fue una demostración de fuerza, acabando la campaña con una ventaja de nueve puntos sobre el subcampeón, el Dinamo Zagreb, lo que era, hasta ese momento, el mayor margen de victoria en la historia de la liga. Los delanteros del Estrella Roja, dirigidos por Zoran Filipović, anotaron 67 goles en la liga (el siguiente equipo más goleador era el Borac Banja Luka bosnio con 53 tantos).

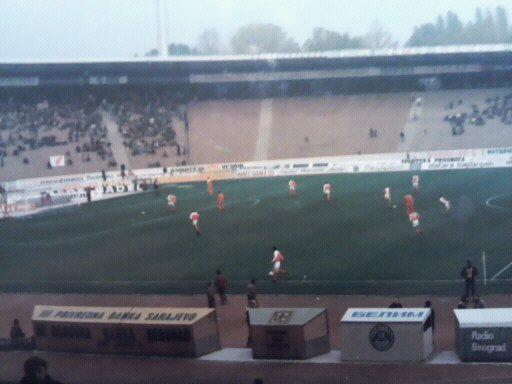
El Estrella Roja disputando un partido en "Marakana" en 1983.

En la temporada siguiente, el Estrella Roja terminó segundo en la liga tras un incontestable triunfo de sus rivales del FK Partizan, pero el club crveno-beli firmó una gran actuación en la temporada 1978-79 de la Copa de la UEFA. Después de eliminar a equipos como el Arsenal, el West Bromwich Albion y el Hertha BSC, el Estrella Roja logró por primera vez acceder a una final europea, donde se midió al Borussia Mönchengladbach, que ya había disputado cinco finales continentales de 1973 a 1980. En el partido de ida disputado en "Marakaná", el resultado fue de empate a un gol. Miloš Šestić adelantó a los balcánicos, pero el defensa Ivan Jurišić marcó en propia puerta en la segunda parte. En el decisivo partido de vuelta disputado en el Rheinstadion de Düsseldorf, el Borussia venció por 1-0 tras un polémico penalti transformado por Allan Simonsen. Los Potros ganaron 2-1 en el global y se adjudicaron su segunda Copa de la UEFA.
El primer campeonato de Stanković como entrenador (como jugador fue campeón en cuatro ocasiones) lo ganó en 1980, cuando el Estrella Roja falló en su intento de conquistar, también, la Copa. Tras un período de once años sin ganar la copa, la más larga de su historia, el club venció en la final de 1982 al Dinamo Zagreb 6-4 en el global (2:2 y 4:2 en Zagreb y Belgrado, respectivamente). En ese momento se produjo el primer cambio de entrenador en jefe en mitad de la temporada cuando Stevan Ostojić reemplazó a Stanković. En este período, el Estrella Roja logró dos veces los cuartos de final de la Copa de Europa. En 1981, fue eliminado por el Inter, y en 1982 por el RSC Anderlecht.
El equipo se enfrentó al Barcelona entrenado por Udo Lattek durante la Recopa de Europa 1982-83, pero fue eliminado por el equipo español, que contaba en sus filas con Diego Armando Maradona, autor dos goles (2-4) frente a unos 100.000 espectadores en un entregado "Marakana". Gojko Zec volvió al equipo en 1983, encontrando solo un jugador de la generación de campeones que fue entrenador en 1977: Milos Šestić. Zac repitió el triunfo del equipo de su mandato anterior al ganar el campeonato inmediatamente después de su llegada. Después de la salida de Petrović y Savić en 1982/83, Šestić se convirtió en el líder de la nueva generación, entre los que se encontraban Tomislav Ivković, Marko Elsner, Boško Ǵurovski, Milko Đurovski, Husref Musemić, Đorđe Milovanović, Rajko Janjanin y Mitar Mrkela. El fin de la era de Gojko Zec llegó en 1986, temporada en que el Estrella Roja logró de nuevo los cuartos de final de la Recopa de Europa, pero perdió ante el Atlético de Madrid.

## La preparación del equipo de oro (1986-1991)
En 1986, hubo grandes cambios en el club. La gestión del club fue dirigida por Dragan Džajić y el exbaloncestista del Estrella Roja Vladimir Cvetković, y pronto comenzó a ofrecer excelentes resultados. Durante ese verano, Velibor Vasović se convirtió en el entrenador y se reforzó con una serie de jóvenes talentosos, entre los que destacaron Dragan Stojković y Borislav Cvetković. En la primera temporada, que comenzó con puntos de penalización, el Estrella Roja se centró en la Copa de Europa y logró buenos resultados. En 1987 se desarrolló un plan de cinco años por el club con el único objetivo de ganar la Copa de Europa. Todo lo que estaba previsto se consiguió finalmente. El Real Madrid fue derrotado en "Marakana" el día del aniversario del club en 1987 y desde ese día hasta marzo de 1992, el Estrella Roja disfrutó de la mejor época de su historia.
En estas cinco temporadas, el Estrella Roja ganó cuatro campeonatos nacionales (en el 1989, el FK Vojvodina ganó el campeonato con Šestić, Siniša Mihajlović, Ljupko Petrović como entrenador y como director deportivo Milorad Kosanović). Al final de la temporada 1989-90, el Estrella Roja terminó con una ventaja de 11 puntos de ventaja sobre el segundo clasificado y un año más tarde, aventajó con ocho puntos al subcampeón, el Dinamo en ambas ocasiones. En las cuatro temporadas en las que el Estrella Roja ganó el campeonato, también jugó la final de la Copa de Yugoslavia, sin embargo, solo pudo ganarla en 1990. Pese al gran éxito sin precedentes, el Estrella Roja tuvo un periodo menos estable en los banquillos, pues hasta cinco entrenadores dirigieron al club en esos cinco años gloriosos (Vasović, Stanković, Šekularac, Petrović y Popović).
En 1987 firmaron por el club los jóvenes Dragiša Binić y Robert Prosinečki, a los que posteriormente se unieron Refik Šabanadžović, Darko Pančev, Dejan Savićević, Miodrag Belodedici y Siniša Mihajlović. Por su parte, los futbolistas Stevan Stojanović y Vladimir Jugović llegaron al primer equipo desde las categorías inferiores del Estrella Roja. En el comienzo de la década de los noventa, el equipo rojiblanco, impulsado por los goles de Pančev, no encontró oposición en el campeonato doméstico, mientras que en Europa se situó entre los mejores. Ganaron la Copa de Europa de 1991 en Bari sin perder ningún partido y en 1991 se hicieron con la Copa Intercontinental en Tokio. La inminente guerra de los Balcanes, la desintegración de Yugoslavia y las sanciones impuestas por la ONU en todos los países de la ex Yugoslavia, aceleró el proceso de desmantelación del gran equipo campeón y tan solo trece meses después de la victoria en Bari, prácticamente toda la generación de campeones del Estrella Roja emigró a clubes de Europa Occidental.

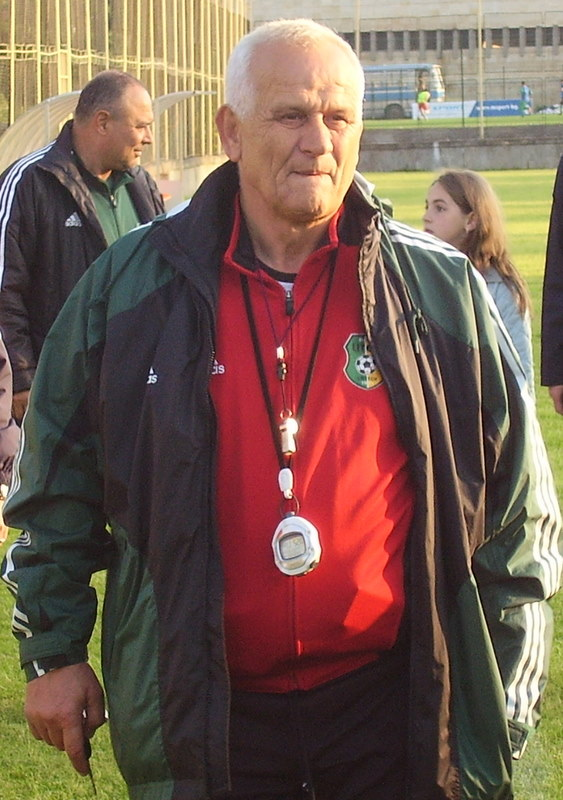
Ljupko Petrović, el histórico entrenador del triunfo europeo.

Desde mediados de 1980, el club comenzó ha plantearse la posibilidad de ganar la Copa de Europa y se hicieron esfuerzos para ello. Durante las dos décadas anteriores, el Estrella Roja había logrado buenos resultados europeos mediante la formación de sus propios jugadores jóvenes y, de vez en cuando, fichando otros futbolistas jóvenes y talentosos de clubes serbios más modestos.
La nueva gestión del Estrella Roja, dirigido por Dragan Džajić, tomó un camino diferente. Se optó por elegir a los mejores jugadores yugoslavos con el fin de crear un equipe que pudiese competir, de manera inmediata, a nivel continental, e incluso convertirse en un potencial candidato para el título europeo. En 1986, el primer paso en la nueva dirección fue tomada por ir a buscar Borislav Cvetković, Milivoj Bračun y Slobodan Marović, así como fichando a uno de los grandes talentos de la historia del fútbol yugoslavo Dragan Stojković, procedente del Radnički Niš. En 1987 el club fue eliminado por el Real Madrid, con Hugo Sánchez y Emilio Butragueño sobre el campo, en los cuartos de final de la Copa de Europa. En "Marakana" el equipo balcánico venció por 4-2, pero el Real había vencido en Madrid por 2-0, por lo que los blancos se clasificaron por los goles anotados fuera de casa. 
En 1988 el Estrella Roja fichó a Dejan Savićević y Darko Pančev, así como a Ilija Najdoski. En la Copa de Europa 1988-89, el Estrella Roja jugó contra el AC Milan de Arrigo Sacchi. En Milán los italianos fueron sorprendidos por un gol de Stojković y consiguió un empate a un gol. En Belgrado, Savićević puso por delante al Estrella Roja frente a 100.000 aficionados pero el partido tuvo que ser detenido en el minuto 64 por el árbitro debido a la espesa niebla y se decidió que el partido no se jugase hasta el día siguiente, a partir de ese minuto y con las mismas alineaciones. El delantero Marco van Basten empató el partido y el Milan avanzó a los cuartos de final después de ganar la tanda de penaltis por 4-2.
El FK Vojvodina de Novi Sad protagonizó una de las sorpresas del fútbol balcánico en 1989 y el Estrella Roja terminó en segunda posición. En la Copa de la UEFA eliminó al Galatasaray y al Žalgiris, pero el equipo de Šekularac cayó eliminado en tercera ronda de la Copa de la UEFA contra el 1. FC Köln de Pierre Littbarski.
Uno de los fichajes más polémicos fue el del defensa rumano Miodrag Belodedici, campeón de Europa con el Steaua Bucureşti en 1986. En 1988, cuando Nicolae Ceauşescu todavía estaba en el poder, Belodedici desertó de Rumania a Yugoslavia y el Estrella Roja de inmediato lo fichó. Las autoridades rumanas falsificaron su contrato de jugador profesional y la UEFA lo suspendió sobre la base de los datos suministrados. En 1989, Belodedici recuperó el permiso para volver a jugar de manera oficial y debutó con el Estrella Roja. En 1990, Šekularac fue reemplazado por Ljupko Petrović, quien ascendió al primer equipo a Vladimir Jugović y fichó a Mihajlović. Sin embargo, el club se vio seriamente debilitado por la salida del capitán Dragan Stojković, estrella en el Mundial de 1990, con destino al Olympique Marsella tras ganar su última liga yugoslava en la temporada 1989-90.

## Campeón de Europa (1990-91)
En la primera ronda de la Copa de Europa 1990-91, el sorteo colocó al Grasshoppers suizo en el camino del Estrella Roja de Belgrado. El club suizo, dirigido por el entrenador Ottmar Hitzfeld y sus estrellas Alain Sutter y Ciriaco Sforza, empataron 1-1 en Belgrado, pero el Estrella Roja venció en Zúrich por 1-4 y se impuso por 5-2 en el total de la eliminatoria. En segunda ronda quedó emparejado con el Glasgow Rangers. A los ocho minutos John Brown anotó un gol en propia puerta, a lo que se sumó, posteriormente, un brillante gol de lanzamiento de falta de Prosinečki y un tercer gol de Pančev, que dejó el definitivo 3-0. Durante el partido de vuelta en Ibrox Park, Pančev anotó nuevamente y solo Ally McCoist fue capaz de igualar el resultado.
En cuartos de final se enfrentó al último campeón de Alemania Oriental, el Dinamo Dresde. El partido de ida en "Marakana" fue similar al del Rangers, ante 100.000 espectadores y firmó otro 3-0, con goles de Prosinečki, Binić y Savićević. El partido de vuelta en el Glücksgas-Stadion de Dresde tuvo un mal comienzo, ya que los alemanes del Este generó esperanzas cuando se adelantaron a los tres minutos con un gol de Torsten Gütschow. Sin embargo, en la segunda parte, Savićević y Pančev lograron revertir el resultado (1-2). El partido se detuvo en el minuto 78 por el árbitro, debido a que los aficionados del Dinamo Dresde protagonizaron diversos incidentes en las gradas y lanzaron objetos al terreno de juego. La UEFA otorgó un triunfo por 3-0 para el Estrella Roja, finalizando con 6-0 en el global, y el equipo llegó a la semifinal de la Copa de Europa por tercera vez en la historia, donde se enfrentaron con el FC Bayern Munich.
Aunque la experiencia del Estrella Roja con el Bayern era negativa, (dos derrotas consecutivas una década antes), el club logró neutralizar el gol inicial de Roland Wohlfahrt en el Olympiastadion de Múnich. Justo antes del descanso Pančev puso el marcador 1-1. Luego, en el minuto 70, Dejan Savićević culminó un contraataque para poner el definitivo 1-2 y llevar el júbilo a los 15.000 aficionados serbios presentes en el estadio. El Estrella Roja fue el primer equipo que pudo vencer a Bayern en el Olympiastadion en su larga historia en competiciones de la UEFA. El histórico partido de vuelta en Belgrado es uno de los más recordados por los espectáculos de bengalas de los Delije para recibir al Bayern. Poco antes, Yugoslavia se vio abocada a la guerra civil y su primer enfrentamiento bélico, cuando unos extremistas croatas lanzaron tres misiles Ambrust en Borovo Selo, en la frontera con Serbia, el pueblo donde el creció Siniša Mihajlović. El propio jugador fue quien adelantó al equipo con su gol a los 25 minutos para asegurar la clasificación. Sin embargo, en solo cinco minutos el Bayern igualó la eliminatoria. Klaus Augenthaler en el 65 y Manfred Bender en el 70 silenciaron "Marakaná". En el tiempo de descuento, en el último ataque del Estrella Roja, Jugović conectó con Pančev y Prosinečki, quien devolvió el balón a Mihajlović, y éste centró al área de penalti del Bayern, donde Augenthaler interceptó el centro, pero solo logró enviar el balón al fondo de la red de Aumann. El pitido final desató una gran celebración en el interior del estadio, así como una invasión masiva de los aficionados. El resultado global de 4-3 llevó al Estrella Roja, después de dos semifinales, a la primera final de la Copa de Europa en la historia, donde esperaba el Olympique de Marsella.
La final de la Copa de Europa 1991 se jugó en el estadio San Nicola de Bari el 29 de mayo de 1991 ante 60.000 espectadores, de los cuales veinte mil eran hinchas serbios. El entrenador del Estrella Roja, Petrović, llevó al equipo a Italia una semana antes de la final, con el fin de preparar a los jugadores para el partido contra el Olympique. Tras 120 minutos de partidos en que apenas hubo ocasiones, la final se decidió en la tanda de penaltis. Prosinečki anotó el primer gol a Pascal Olmeta, mientras que Manuel Amoros falló el primer lanzamiento francés, el único que falló el Olympique, pero Binić, Belodedici, Mihajlović y Pančev anotaron todos sus lanzamientos y el Estrella Roja se adjudicó su primera Copa de Europa tras el penalti transformado por el ganador de la Bota de Oro europea. El marcador de la tanda de penaltis fue de 5-3 para los balcánicos.

### Campeón Intercontinental 1991
Como campeón de Europa, el Estrella Roja de Belgrado jugó la Supercopa de Europa, así como para la Copa Intercontinental. En ese momento, la Supercopa consistía en dos partidos. Sin embargo, en aquella edición solo se disputó un partido contra el Manchester United y tuvo lugar en Old Trafford, debido a la guerra que ya había comenzado en Yugoslavia. A pesar del hecho de que el Estrella Roja de Belgrado controló la mayor parte del partido gracias a un brillante Savićević, el único gol fue anotado por el escocés Brian McClair.
En Tokio, el Estrella Roja buscó una oportunidad de terminar el año con otro trofeo internacional. Allí, su rival fue el Colo-Colo de Chile, el ganador de la Copa Libertadores. En el banquillo del equipo chileno estaba como entrenador Mirko Jozić, bajo cuyo liderazgo Yugoslavia se convirtió en campeón mundial juvenil. Durante el final de la Copa Intercontinental, Jugović, el más joven del equipo, marcó dos goles en el Estadio Nacional y se llevó el premio al mejor jugador del partido. Darko Pančev anotó el tercer y último gol para dejar el marcador final de 3-0. El Estrella Roja cerró, de esta manera, la época dorada de su historia con los títulos de campeón de Europa y campeón del mundo. Sin embargo, Prosinečki dejó el equipo después de ganar el título de Campeón de Europa para fichar por el Real Madrid, en una de las contrataciones más caras de ese momento. También dejaron el equipo tras el antorchado europeo Stojanović, Marović, Šabanadžović y Binić.